# Rafel Marquina i Audouard
Rafael Marquina i Audouard (Madrid, 3 de novembre de 1921 - Barcelona, 4 de juny de 2013) fou un reconegut dissenyador i arquitecte català, creador de la revolucionària setrillera que no goteja ni embruta la peça clau de la qual rep el nom palíndrom "Broc corb".

## Trajectòria
El 1961, Marquina va inventar el setrill antidegoteig, disseny emblemàtic que ha estat objecte de nombroses còpies a nivell mundial i que fou distingit amb el Premi Delta d'or d'aquell mateix any. El disseny permet dosificar el líquid i consta d'un vidre transparent, cònic, que permet alhora recollir les gotes d'oli i l'entrada d'aire en el recipient.
Marquina va seguir una línia de treball coherent amb una filosofia que s'adverteix en la majoria de les seves creacions i que poden reduir-se a tres axiomes. El primer es basa en el fet que el disseny industrial és una activitat que parteix bàsicament d'un criteri racional organicista sigui quina sigui la problemàtica (Sigui d'àmbit industrial, de comunicació o d'ús). El segon és que el disseny industrial ha de qüestionar la millora del procés de fabricació.
Aquest pioner del disseny industrial tingué una llarga carrera professional. Entre altres treballs va ser el responsable del disseny en automoció per a Tallers Costa el 1957-1958, va planificar la remodelació de la joieria Roca de J.M. Sert el 1969, es va fer càrrec del nou disseny exterior i interior del Banco Bilbao de la Via Laietana de Barcelona, va realitzar un centre de taula per a Barcelona’92, va crear dos canelobres per a Nanimarquina el 1993, taps antigoteig per a recipients d'oli Hojiblanca Oleo cristal (2003) i dues làmpades de peu per a Iluminil SA.
Va compaginar la seva faceta professional amb col·laboracions com a articulista a Serra d'Or, M+D, Hogares Modernos, Cuadernos de Arquitectura i Bonart. També va treballar la seva faceta com a escultor i va participar en diferents exposicions. El 2012 va guanyar la Creu de Sant Jordi.
És el pare de dissenyadora Nani Marquina.

## Dates destacades
- 1951 Comença a dissenyar mobles, làmpades, accessoris per les seves instal·lacions d'interiors.
- 1955 Imparteix un curs de disseny d'interiors per llicenciats en magisteri.
- 1956 Col·labora amb Moragas Gallisá en l'execució d'un projecte d'habitatge unifamiliar a Sant Just Desvern. / El fet és clau en la seva integració al moviment fundacional d'ADI FAD.
- 1957-1958 Disseny en automoció: un tricicle i una motocicleta pels Talleres Costa
- 1959 Juntament a Miguel Milà i André Ricard està present en les conversacions que culminen amb l'entrada massiva dels pioners del disseny industrial a Espanya a la junta del FAD.
- 1960 Col·labora amb Super T en la imatge de disseny de producte / Crea un perxer mòbil i una taula plegable per a Mobles Maldà
- 1961 Guanya el Delta d'or en la primera edició del concurs, amb les vinagreres Marquina. / Crea una càtedra a l'Escola Elisava, dedicada especialment a la detecció i utilització de prejudicis en el procés creatiu del disseny
- 1963 Treballa en el projecte i realització de productes "amerifrig" (sèrie completa d'electrodomèstics de línia blanca) per Invicta
- 1966 Línia d'electrodomèstics per Fagor
- 1968 Entra com a dissenyador extern a l'empresa Parera de Badalona
- 1969 Remodelació / Actualització joieria Roca de J.M. Sert
- 1970 Exposició a Madrid, promoguda pel Ministeri d'Habitatge
- 1971 Treballs i exposicions de "Terres lleugers" de Ceplástica
- 1972 Remodelació de façana, vestíbul i plantes baixa i primera del Banco Bilbao de la Via Laietana de Barcelona
- 1973 Disseny exterior i interior de la joieria Roca, a l'Avinguda Diagonal
- 1975 Disseny interior de la Dirección General de Educación Física y Deportes, a la ciutat Universitaria de Madrid / Stand Visiona-Bayer, a Frankfurt
- 1978 Conjunt de recipients (unes 10 peces) ja dins del creat Comitè de Disseny de la Perfumeria Parera. El disseny va guanyar un premi internacional (Eurostar)
- A principis dels anys 80 va trobar una casa a Serinyà i s'hi va instal·lar a viure. Posteriorment es va traslladar a Banyoles.[12]
- 1989-1990 Redisseny setrilleres
- 1994 Envàs per postres industrialitzat
- 1999 Col·laboració projecte "Diseño industrial en España" en el Museu Reina Sofia de Madrid / Col·laboració en jornades "Design for all"
- 1999 Incursió en joieria
- 2001 Sèrie de 9 productes per escriptori per Textura
- 2002 Lleixes suspeses. / Banc públic urbà (Col·laboració J.Moner) / Tres serveis ceràmiques per la taula
- 2003 Dos taps antigoteig per recipients d'oli Hojiblanca Oleo cristal
- 2004 Creació de dues làmpades de peu per Iluminil SA
- 2005 Tap de precintatge antigoteig i irreemplaçable
- 2006 Portaolis per restaurants
- 2007 Paneres Luxus d'acer
- 2010 Més de 10 làmpades per Pedret Lighting
- 2011 Nova coberteria